# Burmester Werft
Die Burmester Werft war eine bedeutende Yacht- und Bootswerft in Bremen mit zwei Zweigwerften während des Zweiten Weltkrieges in Swinemünde (Ostswine) für den Großserienbau von Räumbooten und Kriegsfischkuttern (KFK).

## Geschichte
Die Burmester Werft wurde 1920 von Ernst Burmester (1893–1965) in Bremen-Burg gegründet. Auf Grund einer verstärkten Nachfrage für Yachten in den 1920er-Jahren wuchs die Firma – ab 1925 Yacht- und Bootswerft Burmester GmbH – erheblich. 1935 wurde nach einer Liquidation Ernst Burmester Alleininhaber der Bootswerft.
In den 1930er-Jahren baute die Werft vorwiegend Rettungsboote und kleine Boote, wie unter anderem Räumboote und Seefahrtkreuzer-Yachten für die Kriegsmarine. 1941 wurde in Swinemünde (Ostwine) speziell für die Kriegsproduktion zwei Zweigwerften eingerichtet, die Yacht- und Bootswerft Burmester Räumbootswerft und die Ernst Burmester Schiffswerft KG für den KFK-Bau. Als Rüstungsbetrieb beschäftigten die Burmester-Werften im Zweiten Weltkrieg auch niederländische, französische und polnische Zwangsarbeiter.

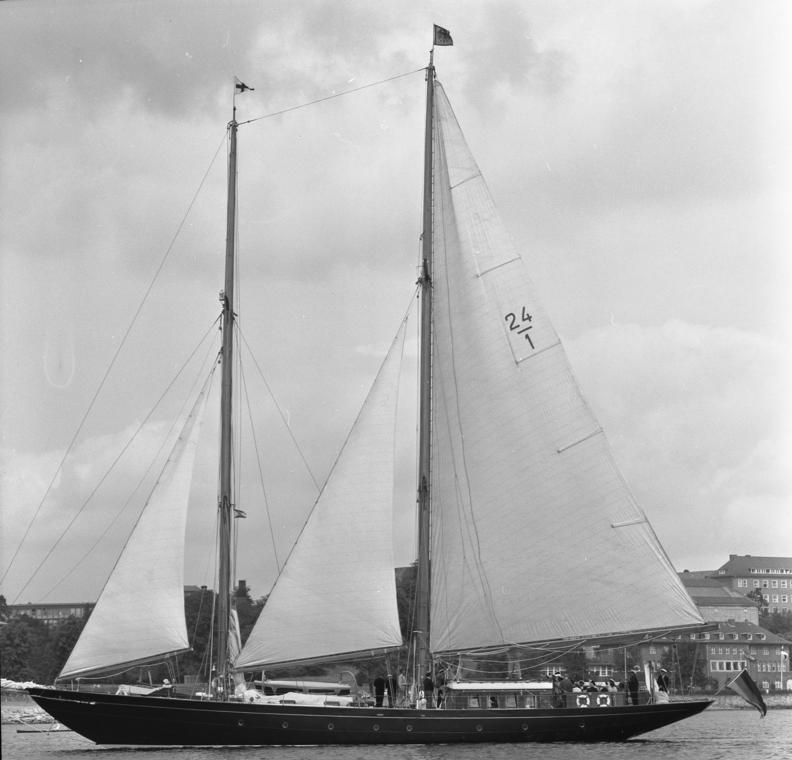
Ashanti IV, im Baujahr 1954 die größte deutsche Segelyacht

Im Januar 1945 wurde die Verlagerung der Swinemünder Werften nach Travemünde eingeleitet. Für ca. 80 % des Materials gelang dies.
Die Werften in Bremen und Travemünde überstanden den Krieg und führten danach Reparatur- und Räumarbeiten aus. Etwa 200 Mitarbeiter bauten zudem von 1945 bis 1948 in Bremen-Burg zehn Fischkutter der sogn. Serie Nord mit Rümpfen nach KFK-Muster aus nun von Travemünde nach Bremen überführten Swinemünder Material. Danach wurden auf beiden Werften je acht ehemalige KFK zu Fischkuttern konvertiert. Ab 1948 baute die Werft auch wieder Yachten sowie Motorboote für verschiedene dienstliche Zwecke. Auch Marineboote wurden wieder erstellt und teilweise exportiert.
Schwerpunkt der Werft blieb jedoch der Bau von privaten Segel- und Motoryachten, insbesondere von „Hochseeyachten internationaler Klasse“ wie bereits vor dem Krieg. Zu den bekanntesten Yachtbauten der Werft gehören, außer vielen Yachten für die „Reichen der Welt“, zum Beispiel die erste Roland von Bremen, Siegerin des Transatlantik-Rennens im Jahr 1936, und – im Eigenbesitz von Ernst Burmester – die Aschanti IV von 1954, damals die größte deutsche Segelyacht.
Das mächtigste jemals auf der Burmester Werft gebaute Schiff ist der damalige Prototyp für eine neue Klasse von Hochseeminensuchbooten der Deutschen Marine, die Walther von Ledebur von 1966, die nach späterem Umbau ab 1995 als Minentaucherboot Mühlhausen im Einsatz war. Bis zur Außerdienststellung 2007 war sie mit 63 Metern Länge das größte Kriegsschiff der Welt im aktiven Dienst mit einem hölzernen Schiffsrumpf in Nur-Leimbauweise.
Die Zahl der Werftmitarbeiter stieg bis 1959 auf 750; sie sank dann bis Anfang 1970 auf rund 220. 1965, nach dem Tod von Ernst Burmester, übernahm ein Schwiegersohn Ernst Burmesters, der Hamburger Unternehmer und Segler Hans-Otto Schümann die Werft. Ab 1971 hatte die Werft deutliche Verluste zu verzeichnen. 1979 wurde die Burmester Werft von der Lürssenwerft in Bremen-Vegesack übernommen und der Standort in Bremen-Burg aufgegeben. Auf dem Werftgelände in Burg richtete sich 1994 die Yachtwerft Meyer GmbH ein.